# Eleanor Everest Freer
Pour les articles homonymes, voir Everest (homonymie) et Freer (homonymie).
Eleanor Everest Freer, née le 14 mai 1864 et morte le 13 décembre 1942, est une compositrice et philanthrope américaine.

## Biographie
Eleanor Everest, née à Philadelphie, est la fille de Cornelius Everest et d'Ellen Amelia (Clark) Everest. Elle étudia le chant à Paris avec Mathilde Marchesi et la composition avec Benjamin Godard. Elle enseigna la musique à Philadelphie et à New York. Elle se maria avec le docteur Archibald Freer en 1893. Le couple eut une fille et déménagea à Chicago en 1899, où Eleanor Freer étudia la théorie musicale avec Bernard Ziehn.
Freer est la fondatrice de l’Opera in Our Language Foundation (OOLF) en 1921 et de l’American Opera Society of Chicago (AOSC). Elle meurt à Chicago en 1942,.

## Œuvres
Freer composa onze opéras et plus de cent cinquante chants, la plupart furent publiés en recueils :
- A Book of Songs, op. 4 (9 chants)
- Five Songs to Spring
- Four Songs
- Six Songs to Nature
- Sonnets from the Portuguese (44 chants)
- The Brownings Go to Italy
- Massimiliano, or The Court Jester, opéra romantique en un acte
- The Legend of the Piper, opéra